# Halowe Mistrzostwa Europy w Lekkoatletyce 1985 – bieg na 60 m przez płotki kobiet
Bieg na 60 metrów przez płotki kobiet – jedna z konkurencji biegowych rozgrywanych podczas halowych lekkoatletycznych mistrzostw Europy w  hali Stadion Pokoju i Przyjaźni w Pireusie. Eliminacje, półfinały i bieg finałowy zostały rozegrane 2 marca 1985. Zwyciężyła reprezentantka Niemieckiej Republiki Demokratycznej Cornelia Oschkenat. Tytułu zdobytego na poprzednich mistrzostwach nie broniła Lucyna Kałek z Polski.

## Rezultaty

### Eliminacje
Rozegrano 3 biegi eliminacyjne, do których przystąpiło 15 biegaczek. Awans do półfinałów dawało zajęcie jednego z pierwszych dwóch miejsc w swoim biegu (Q). Skład półfinałów uzupełniło sześć zawodniczek z najlepszym czasem wśród przegranych (q).
Opracowano na podstawie materiału źródłowego.
Bieg 1
| Miejsce | Zawodniczka          | Czas | Uwagi |
| ------- | -------------------- | ---- | ----- |
| 1       | Cornelia Oschkenat   | 7,99 | Q     |
| 2       | Marie-Noëlle Savigny | 8,16 | Q     |
| 3       | Edith Oker           | 8,29 | q     |
| –       | Elissavet Pandazi    | DNF  |       |

Bieg 2
| Miejsce | Zawodniczka         | Czas | Uwagi |
| ------- | ------------------- | ---- | ----- |
| 1       | Ginka Zagorczewa    | 8,08 | Q     |
| 2       | Laurence Elloy      | 8,11 | Q     |
| 3       | Ulrike Denk         | 8,20 | q     |
| 4       | Ann-Louise Skoglund | 8,50 |       |
| 5       | Hilde Fredriksen    | 8,59 |       |

Bieg 3
| Miejsce | Zawodniczka         | Czas | Uwagi |
| ------- | ------------------- | ---- | ----- |
| 1       | Anne Piquereau      | 8,14 | Q     |
| 2       | Nadieżda Korszunowa | 8,21 | Q     |
| 3       | Sabine Braun        | 8,28 | q     |
| 4       | Margit Palombi      | 8,29 | q     |
| 5       | Jitka Tesárková     | 8,29 | q     |
| 6       | Margita Papić       | 8,49 | q     |

### Półfinały
Rozegrano 2 biegi półfinałowe, w których wystartowało 12 biegaczek. Awans do finału dawało zajęcie jednego z trzech pierwszych miejsc w swoim biegu (Q).
Opracowano na podstawie materiału źródłowego.
Bieg 1
| Miejsce | Zawodniczka        | Czas | Uwagi |
| ------- | ------------------ | ---- | ----- |
| 1       | Cornelia Oschkenat | 7,94 | Q     |
| 2       | Anne Piquereau     | 8,04 | Q     |
| 3       | Ulrike Denk        | 8,22 | Q     |
| 4       | Sabine Braun       | 8,22 |       |
| 5       | Margit Palombi     | 8,33 |       |
| 6       | Margita Papić      | 8,40 |       |

Bieg 2
| Miejsce | Zawodniczka          | Czas | Uwagi |
| ------- | -------------------- | ---- | ----- |
| 1       | Laurence Elloy       | 7,98 | Q     |
| 2       | Nadieżda Korszunowa  | 8,02 | Q     |
| 3       | Ginka Zagorczewa     | 8,04 | Q     |
| 4       | Marie-Noëlle Savigny | 8,08 |       |
| 5       | Edith Oker           | 8,12 |       |
| 6       | Jitka Tesárková      | 8,66 |       |

### Finał
Opracowano na podstawie materiału źródłowego.
| Miejsce | Zawodniczka         | Czas |
| ------- | ------------------- | ---- |
| 1       | Cornelia Oschkenat  | 7,90 |
| 2       | Ginka Zagorczewa    | 8,02 |
| 3       | Anne Piquereau      | 8,04 |
| 4       | Laurence Elloy      | 8,09 |
| 5       | Ulrike Denk         | 8,09 |
| 6       | Nadieżda Korszunowa | 8,11 |